# 長尾龍一
長尾 龍一（ながお りゅういち、1938年8月2日 - ）は、日本の法学者。専門は、法哲学・政治思想史・憲法思想史。東京大学名誉教授。東京大学の碧海純一の弟子で、日本におけるハンス・ケルゼン研究の第一人者。

## 経歴
出生から修学期
1938年、満洲国斉斉哈爾市で生まれた。1957年、東京都立新宿高等学校卒業。東京大学法学部に進学し、碧海純一に師事した。1961年に卒業し、同大学大学院に進んだ。
法学者として
1964年、東京大学教養学部助手に採用された。後に講師、助教授昇格。1980年に教授となり、法学専攻を担当した。本人によると、山本桂一の誘いで東京大学の教養学部を職場とし、長らく文学部や理科系に進む学生を相手に法学概論などの講義を行っていた。東大駒場騒動の事後処理にも携わり、定年前には教養学部図書館長を務めた。1982～1983年、米国ウィルソンセンター研究員。
1998年、東京大学を定年退官し、名誉教授となった。その後は日本大学法学部に移り、法哲学・法思想史を担当した。2008年に退職。

## 研究内容・業績
- 1960年代よりハンス・ケルゼン研究、カール・シュミット研究、および日本憲法学史研究に取り組む。1982年から2年間は佐藤誠三郎の勧めでアメリカに赴き、第二次世界大戦期から占領期にかけての対日政策を研究[2]。その他、マックス・ウェーバー、トマス・ホッブズや、諸子百家等の古代中国思想にも造詣が深い[5]。
- 哲学の本質を「無知の知を自覚する者による知の探究」と捉え、それゆえ法哲学に関しても、実定法学に迎合せず、その前提に問答を仕掛けて「無知の知」に引き戻すことこそが任務であるとする。

## 家族・親族
- 父：長尾郡太。京都帝国大学の右翼団体猶興学会幹事長、満州国協和会のメンバー[6]。
- 妻：長尾克子（1939-2003）は工業技術史学者。

## 受賞・栄典
- 1982年：サントリー学芸賞（『日本国家思想史研究』による）

## 著書

### 単著
- 『ケルゼンの周辺』木鐸社 1980
- 『日本法思想史研究』創文社 1981
- 『思想史斜断』木鐸社 1981
- 『遠景の法学』木鐸社 1982
- 『法哲学入門』日本評論社 1982
  - 文庫化 講談社学術文庫 2007
- 『日本国家思想史研究』創文社 1982
- 『アメリカ知的冒険旅行』日本評論社 1984
- 『アメリカ知識人と極東：ラティモアとその時代』東京大学出版会 1985
  - 新訂改題『オーウェン・ラティモア伝』信山社出版 2000
- 『大道廃れて：権力と人間に関する諸省察』木鐸社 1985
- 『カール・シュミットの死』木鐸社 1987
- 『政治的殺人：テロリズムの周辺』弘文堂 1989
- 『神と国家と人間と』弘文堂 1991
- 『法学に遊ぶ：落語から法哲学へ』日本評論社 1992
  - 新版 慈学社 2009
- 『リヴァイアサン：近代国家の思想と歴史』講談社学術文庫 1994
- 『日本憲法思想史』講談社学術文庫 1996
- 『思想としての日本憲法史』信山社出版 1997
- 『憲法問題入門』筑摩書房(ちくま新書) 1997
- 『法学ことはじめ』信山社出版 1998
- 『西洋思想家のアジア』信山社出版 1998
- 『文学の中の法』日本評論社 1998
  - 新版 慈学社 2006
- 『争う神々』信山社出版 1998
- 『純粋雑学』信山社出版 1998
- 『されど、アメリカ』信山社出版 1999
- 『法哲学批判』信山社出版、1999
- 『ケルゼン研究』信山社出版 1999
- 『古代中国思想ノート』信山社出版 1999
  - 新版 慈学社 2006年
- 『ケルゼン研究Ⅱ』信山社出版 2005
- 『ケルゼン研究Ⅲ』慈学社 2013

### 編著
- 『現代の法哲学者たち』日本評論社、1987
- 『穂積八束集』信山社出版、2001
- 『探求の生涯：長尾克子の軌跡(1939‐2003) 』編集、日刊工業出版プロダクション 2004
- 『カール・シュミット著作集（1・2）』慈学社 2007

### 共編著
- 『ハンス・ケルゼン』鵜飼信成共著、東京大学出版会、1974
- 『新ケルゼン研究：ケルゼン生誕百年記念論集』新正幸・高橋広次共著、木鐸社 1981
- 『現代法哲学』(全3巻) 田中成明共著、東京大学出版会 1983
- 『ライブラリ相関社会科学（1）ヨーロッパのアイデンティティ』樺山紘一共著、サイエンス社 1993
- 『開かれた社会の哲学：カール・ポパーと現代』河上倫逸共著、未來社 1994
- 『憲法史の面白さ：対談集』大石眞・高見勝利共著、信山社出版 1998

### 訳書
- 『リヴァイアサン：近代国家の生成と挫折』カール・シュミット著、福村出版 1972
- 『現代帝国主義論』カール・シュミット著、福村出版 1972
- 『自然法論と法実証主義』 ハンス・ケルゼン著、木鐸社 1973
- 『ヤハウェとゼウスの正義：古代宗教の法哲学』ハンス・ケルゼン著、木鐸社 1975
- 『社会主義と国家：マルクス主義政治理論の一研究』ハンス・ケルゼン著、木鐸社 1976
- 『法学論』ハンス・ケルゼン著、木鐸社 1977
- 『プラトニック・ラヴ』ハンス・ケルゼン著、木鐸社 1979
- 『政治神学再論』カール・シュミット著、福村出版 1980
- 『ハンス・ケルゼン自伝』ハンス・ケルゼン著、慈学社 2007
- 『純粋法学』第二版 ハンス・ケルゼン著、岩波書店 2014
- 『民主主義の本質と価値 他一篇』ハンス・ケルゼン著、植田俊太郎共訳、岩波文庫 2015

### 雑誌掲載論文
論文
- 長尾1970「穗積憲法学雑記」『法哲学年報』1969
- 長尾1979「西周における人間と社会」『法哲学年報』1978
- 長尾1980「穂積法理学ノート」『法哲学年報』1979

書評
- 長尾1985 「竹下賢編『実践地平の法理論』（昭和堂、一九八四年）」『法哲学年報』1984
- 長尾1989「水波朗『ホッブズにおける法と国家』」『法哲学年報』1988

## 関連人物
- 上原行雄（兄弟子）
- 菅野喜八郎
- 佐藤幸治 (憲法学者)
- 純丘曜彰